# Kamenický Šenov
Kamenický Šenov (in tedesco Steinschönau) è una città della Repubblica Ceca facente parte del distretto di Česká Lípa, nella regione di Liberec.